# Karnam Malleswari
Karnam Malleswari (Voosavanipeta, 1º giugno 1975) è un'ex sollevatrice indiana.
Nel 2000, ai Giochi olimpici di Sydney, è diventata la prima donna del suo paese a vincere una medaglia olimpica

## Vita privata
Nel 1997 ha sposato il collega sollevatore Rajesh Tyagi e i due nel 2001 hanno avuto un figlio. Dopo il ritiro ha lavorato per la Food Corporation of India e dal giugno 2021 é vice rettrice dell'Università dello sport fondata dall'amministrazione di Nuova Delhi.
In patria è stata insignita del Khel Ratna Award nel 1999 e dell'Arjuna Award 1994, rispettivamente primo e secondo riconoscimento sportivo più prestigioso del paese, e del Padma Shri nel 1999.

## Carriera sportiva
Malleswari nacque in una famiglia Karnam a Voosavanipeta, un villaggio vicino Amadalavalasa, frazione dell'Andhra Pradesh. Cominciò ad allenarsi nel sollevamento persi a dodici anni con il coach Neelamshetty Appanna e più tardi, per migliorare i suoi allenamenti, si trasferì a Nuova Delhi dove viveva una delle sue quattro sorelle. Qui venne notata dalla Sports Authority of India e nel 1990 fu chiamata ad allenarsi in un centro sportivo nazionale.
Tre anni dopo vinse il bronzo mondiale ai mondiali di Vancouver nella categoria fino a 54 chilogrammi, ma l'anno successivo vinse l'oro ad Istanbul, bissato l'anno successivo a Canton. A questi titoli si aggiungono un altro bronzo ai mondiali di Lahti e i due argenti ai Giochi asiatici di Hiroshima 1994 e Bangkok 1998.
Nel 2000 ai Giochi olimpici di Sydney, nella categoria fino a 69 kg, conquistò la medaglia di bronzo sollevando 110 chili nello strappo e 130 nello slancio, per un totale di 240 k, diventando la prima donna indiana a vincere una medaglia ai Giochi olimpici, la prima medagliata olimpica nella storia del sollevamento pesi indiano, l'unica complessiva di tutta la spedizione indiana in Australia.
L'anno successivo dette alla luce il primo figlio, programmando di tornare alle gare l'anno seguente in occasione dei XVII Giochi del Commonwealth di Manchester, ma fu costretta a ritirarsi a causa della morte del padre. Si ritirò dall'attività agonistica nel 2004 dopo i Giochi di Atene, dopo aver chiuso senza punteggio.

## Palmarès
- Giochi olimpici

2000 - Sydney:  Bronzo nei 69 kg.
- Mondiali

1993 - Melbourne:  Bronzo nei 54 kg.
1994 - Istanbul:  Oro nei 54 kg.
1995 - Canton:  Oro nei 54 kg.
1996 - Varsavia:  Bronzo nei 54 kg.
- Giochi asiatici

1994 - Hiroshima:  Argento nei 54 kg.
1998 - Bangkok:  Argento nei 63 kg.